# カワゾエキイチゴシジミ
カワゾエキイチゴシジミ（Sinthusa kawazoei）は、チョウ目（鱗翅目）アゲハチョウ上科シジミチョウ科に分類されるチョウの一種。フィリピン固有種。ホンコンで本属の一種が幼虫時代にキイチゴ類を食草としているところから、属名にキイチゴシジミの和名が用いられている。本属はインド北部からスンダランド、フィリピン、スラウェシに分布し、13種が知られている。フィリピンには6種が分布し本種を含む4種がフィリピン固有種である。本種はボルネオに分布するプリヴァータキイチゴシジミ(S. privata)の亜種として記載されたが、2012年にTreadawayとSchroederにより独立種とされた。

## 分布
パラワンにのみ分布する。

## 形態
前翅長は12-13mm。

## 生態
パラワン島の山岳地域で見られる。

種名の語源：川副昭人博士に因む。